# Seigneurie de Villars
Ne doit pas être confondu avec les titres de Duc de Villars en Vaucluse et de Vaux-le-Vicomte.
 (janvier 2018).
Si vous disposez d'ouvrages ou d'articles de référence ou si vous connaissez des sites web de qualité traitant du thème abordé ici, merci de compléter l'article en donnant les références utiles à sa vérifiabilité et en les liant à la section « Notes et références ».
La seigneurie de Villars est une ancienne seigneurie du Moyen Âge. Elle se situait dans la partie sud du département de l'Ain, à mi-chemin entre Lyon et Bourg-en-Bresse, au cœur de la région de la Dombes. Elle relève d'abord de la famille de Villars. Le titre de seigneur de Villars est en usage dès le Xe siècle ; les terres seront érigées en comté en 1497 puis en marquisat en 1565.

## Origine
La seigneurie de Villars, attestée en archives à la date de 940, fut constituée et tenue à l'origine par les sires de Villars qui figuraient parmi les principaux barons des pays de l'Ain. Elle appartient à la famille de Villars jusqu'à sa disparition à la fin du XIIe siècle. Cette famille fusionne dans la famille de Thoire par mariage d'Agnès de Villars avec Étienne Ier de Thoire. La seigneurie évolue en devenant la sirerie de Thoire et Villars, vers 1188.
L'ancienne seigneurie de Villars devint alors le bailliage de Villars dont la capitale fut fixée à Trévoux. Les seigneurs de Thoire-Villars maintiennent le contrôle sur la seigneurie jusqu'en 1402 où le dernier de ses membres, Humbert VII de Thoire, vend l'ensemble de ses droits à Louis II de Bourbon, ainsi qu'au comte Amédée VIII de Savoie.
La seigneurie passe à Philippe IV de Lévis-Mirepoix (1380-1440), vicomte de Lautrec, fils de Philippe III de Lévis et d'Eléonore de Thoire-Villars (fille d'Humbert VI et de Béatrice de Chalon-Auxerre-Tonnerre).
René de Savoie dit « le Grand Bâtard de Savoie » en est investi en 1497 avec le titre de comte de Villars. En 1565, les terres de Villars sont érigées en marquisat dépendant de la maison de Savoie au bénéfice de son fils Honorat II de Savoie.

## Seigneurs de Villars, puis de Thoire-Villars puis comtes ou marquis de Villars
Les dates sont celles de règne.

### Famille de Villars
- (1030) Étienne de Villars
- (avant 1080) Adalard de Villars
- (1130) Ulrich de Villars

Famille de Villars

- (1188) Étienne II de Villars : sa fille Agnès de Villars transmet la seigneurie à son mari Étienne Ier de Thoire (Thoire : pays de la vallée de l'Ain, au nord du département de l'Ain (Revermont et Haut-Bugey) et au sud du département du Jura, à l'ouest d'Oyonnax et Nantua : cf. Thoirette pour une toponymie proche)

### Famille de Thoire-Villars

Famille de Thoire-Villars

- Humbert VI de Thoire-Villars, dont les quadrisaïeux sont Étienne Ier de Thoire et sa femme Agnès de Villars, fille héritière d'Étienne II
- (1400) Humbert VII de Thoire-Villars († en 1423/1424), seigneur d'Annonay par son 1re mariage (en 1350, avec Alix de Rossillon, héritière de Roussillon et d'Annonay : † sans postérité v. 1367), fils d'Humbert VI et père d'Humbert VIII par ses 2e noces en 1368 avec Marie, fille du comte Amédée III de Genève (Annonay restera cependant aux Thoire-Villars, puis donné aux Lévis ci-après dès juin 1423, aussi héritiers de Villars vers 1443 — alors que Roussillon échoit en 1443 à Charles de Bourbon puis à son fils bâtard Louis : le tout selon les volontés d'Isabeau d'Harcourt († en avril/juin 1443), dame de Villars et de Thoire, d'Annonay et de Roussillon, 3e femme et veuve douairière d'Humbert VII de Thoire, et cousine germaine — par sa mère Catherine de Bourbon — du père de Charles de Bourbon, Jean Ier de Bourbon[4].
- (1414) Odon de Villars, dit aussi Eudes de Villars (1354-1414), neveu d'Humbert VI et cousin germain d'Humbert VII

### Maison de Lévis
- (1440) Philippe IV de Lévis-Mirepoix-Lautrec (°1380-† janvier 1440), sire de La Voulte puis d'Annonay en 1423, petit-fils d'Humbert VI, fils d'Eléonore de Thoire-Villars (sœur d'Humbert VII) et de Philippe III de Lévis (vicomte de Lautrec, sire de (la) Roche-en-Régnier)[5],
- Antoine Ier de Lévis († v. 1454), fils aîné du précédent,
- Jean († v. 1474 ; sans postérité légitime) puis Antoine II de Lévis († ap. ou v. 1496), les deux fils du précédent (et de sa 2e femme, mariée en 1425, Isabelle de Chartres, dame d'Ons-en-Bray, fille d'Hector de Chartres et nièce de Regnault). Mais Jean cède Villars le 1er février 1469 à Amé IX de Savoie, alors qu'Antoine abandonne ses droits sur Villars (plus Annonay et Roche) en 1461 puis le 9 mars/7 mai 1473 à Jean II de Bourbon, fils de Charles. Finalement Villars restera aux Savoie, et les biens vivarois ou vellaves aux Bourbons (puis retrouvés en août 1582 et à l'automne 1589 par les Lévis-Ventadour, issus de Bermond de Lévis de La Voulte, respectivement fils et frère puîné de Philippe IV et d'Antoine Ier de Lévis)[6].

### Savoie-Villars (ou Savoie-Tende), branche de la maison de Savoie

Famille de Savoie-Villars (Savoie-Tende).

- (1497-1525) René de Savoie, 1er comte de Villars en 1497, fils adultérin du duc Philippe II de Savoie ; Second mari d'Anne Lascaris héritière du comté de Tende ;
- (1565-1580) Honorat II de Savoie-Villars, 1er marquis de Villars en 1565, fils du précédent ;
- (1611) Henriette de Savoie-Villars, comtesse/marquise de Villars, fille du précédent ;
- (1621) Emmanuel-Philibert des Prez, marquis de Villars, fils de la précédente ;
- Jacques-Honorat de La Baume, comte de Suze, marquis de Villars, neveu maternel du précédent[Note 1] ;
- Louis de La Baume de Suze, demi-frère consanguin de Jacques-Honorat, évêque de Viviers, vend le marquisat de Villars en 1666 à un conseiller du roi ; d'autres ventes se succéderont, qui feront passer la terre de Villars à plusieurs familles de magistrats jusqu'à la Révolution[8],[9].

Le maréchal-duc Claude Louis Hector de Villars, dont le patronyme vient du fief familial de La Chapelle-Villars (avec aussi Maclas) n'a jamais possédé Villars-les-Dombes ; son duché, érigé sur la vicomté de Melun à Vaux, n'a aucun rapport avec la seigneurie/comté de Villars-les-Dombes, même si la famille de Villars, d'origine lyonnaise/forézienne, a exercé des fonctions locales importantes en Dombes et à Lyon (échevinage), charges qu'évoquent Guichenon et Guigue.